# Брестник
Бре́стник (болг. Брестник) — село в Пловдивській області Болгарії. Входить до складу общини Родопи.

## Населення
За даними перепису населення 2011 року у селі проживали 1868 осіб.
Національний склад населення села:
| Національність   | Кількість осіб | Відсоток |
| ---------------- | -------------- | -------- |
| болгари          | 1280           | 97,0%    |
| турки            | 33             | 2,5%     |
| цигани           | 0              | 0%       |
| інша             | 3              | 0,2%     |
| не визначились   | 3              | 0,2%     |
| Всього відповіли | 1319           |          |

Розподіл населення за віком у 2011 році:
Динаміка населення: